# Spilosoma postrubida
Spilosoma postrubida är en fjärilsart som beskrevs av Alfred Ernest Wileman 1910. Spilosoma postrubida ingår i släktet Spilosoma och familjen björnspinnare. Inga underarter finns listade i Catalogue of Life.